# 披萨奶酪

披薩上融化的奶酪

披萨奶酪是指专门为比萨饼设计和制造的乾酪和奶制品。披薩餅中最常用到的乾酪是马苏里拉奶酪（约占30%）、普罗沃洛内奶酪、車打芝士和帕馬森乾酪。